# Teracotona subterminata
Teracotona subterminata là một loài bướm đêm thuộc phân họ Arctiinae, họ Erebidae.